# Love Parade
Love Parade (germană: Loveparade) în traducere Parada Iubirii, a fost un festival și paradă populară de muzică dance electronică, ce își are originea în 1989 în Berlinul de Vest, Germania. Acesta a fost organizat anual între 1989-2003 în Berlin, apoi iar în 2006, la Berlin și din 2007 și 2010 în regiunea Ruhr. Edițiile programate în 2004 și 2005 în Berlin și cea din 2009 programată în Bochum au fost anulate.
Pe 24 iulie 2010, graba mulțimii și spațiul restrâns destinat ediției din acel an în Duisburg, a provocat moartea a 21 de persoane, și alți cel puțin 500 de răniți. Ca urmare a acestui fapt, organizatorul festivalului a anunțat că nu vor mai avea loc alte ediții și că festivalul a fost anulat definitiv.

## Istoric
Parada a avut loc pentru prima dată în iulie 1989, când 150 de persoane au ieșit în stradă în Berlin. Aceasta a fost începută de către mișcarea underground Berlineză, și la inițiativa Dj-ului și organizatorului de evenimente, Matthias Roeingh (cunoscut de asemenea sub numele de „Dr. Motte”) și prietena lui Danielle de Picciotto. Aceasta a fost conceput ca o manifestație politică de pace și înțelegere internațională prin dragoste și muzică. Parada trebuia să fie o petrecere mai mare de ziua de naștere a lui Roeingh, mai târziu „Dr. Motte”, iar mottoul evenimentului Friede, Freude, Eierkuchen (în română - Pace, Bucurie, Clătite) era pentru dezarmare (pace), muzica (bucurie) și o producție/ distribuție alimentară echitabilă (clătite). Roeingh s-a retras din organizarea și promovarea evenimentului din 2006, din cauza comercializării evenimentului.
Parada a avut loc pe bulevardul Kurfürstendamm din Berlin, până în 1996. Din cauza supraaglomerării pe Kurfürstendamm, festivalul s-a mutat la Straße des 17. Juni în parcul Tiergarten din centrul Berlinului. Festivalul a devenit centrat în jurul coloanei Siegessäule în mijlocul parcului, iar îngerul de aur din vârful coloanei a devenit emblema paradei.

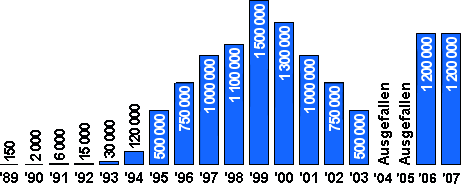
Numărul de vizitatori potrivit organizatorilor

Mulți oameni din Germania și din străinătate calatoreau la Berlin pentru a lua parte la paradă - peste un milion au participat între anii 1997 - 2000 și 800.000 în 2001. Participarea la ediția din 2001 a fost semnificativ mai mică, deoarece data paradei fost schimbată cu notificare prealabilă mică. Edițiile din 2002 și 2003 au avut, de asemenea, cifre mai mici, iar în 2004 și 2005 paradele au fost anulate, din cauza dificultăților de finanțare și a opoziției coordonate de cele mai multe dintre partidele verzi din Germania.

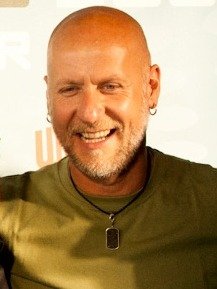
Rainer Schaller, președintele și directorul executiv al McFit și al companiei organizatoare a Love Parade, Lopavent

Parada a inspirat opoziția din cauza daunelor de la Tiergarten cauzate de către participanți, cărora li s-au furnizat insuficiente instalații sanitare. Oponenții ar fi complicat problemele pentru organizatori, prin rezervarea propriillor evenimente în Berlin și astfel excluzând parada de a fi capabilă să se înregistreze la poliția orașului. Cu toate acestea în 2004, a avut loc o versiune la scară redusă, care a servit mai mult ca un mini-protest și a fost promovată sub titlul Weekend-ul Iubirii. Zeci de cluburi au promovat evenimentul de-a lungul întregului week-end peste tot în oraș, unele cluburi fiind deschise non-stop în timpul acestor trei zile drepte. În 2006, parada a făcut o revenire cu ajutorul lanțului de centre de fitness McFit.
The Love Parade 2007 a fost planificată pentru 7 iulie 2007 în Berlin. Cu toate acestea, evenimentul din Berlin a fost anulat în februarie, deoarece Senatul de la Berlin nu a emis autorizațiile necesare la acel moment. După negocieri cu mai multe orașe din Germania, pe 21 iulie, a fost anunțat că parada s-ar muta în Regiunea Ruhr pentru următorii cinci ani. Primul eveniment a avut loc la Essen pe 25 august. Parada de la Essen a văzut 1,2 milioane de vizitatori în comparație cu 500.000 câți au participat la parada din 2006, în Berlin.
În 2008, festivalul a avut loc la Dortmund, pe 19 iulie pe Bundesstraße 1, sub mottoul Highway of Love. Evenimentul a fost planificat ca un „Love Weekend”, cu petreceri în întreaga regiune. Pentru prima dată scena electronică turcească a fost reprezentată de propriul car alegoric, numit „Turkish Delights”. Estimarea oficială este a fost de 1,6 milioane de vizitatori ce au participat, ceea ce o face cea mai mare etiție până la acea data.

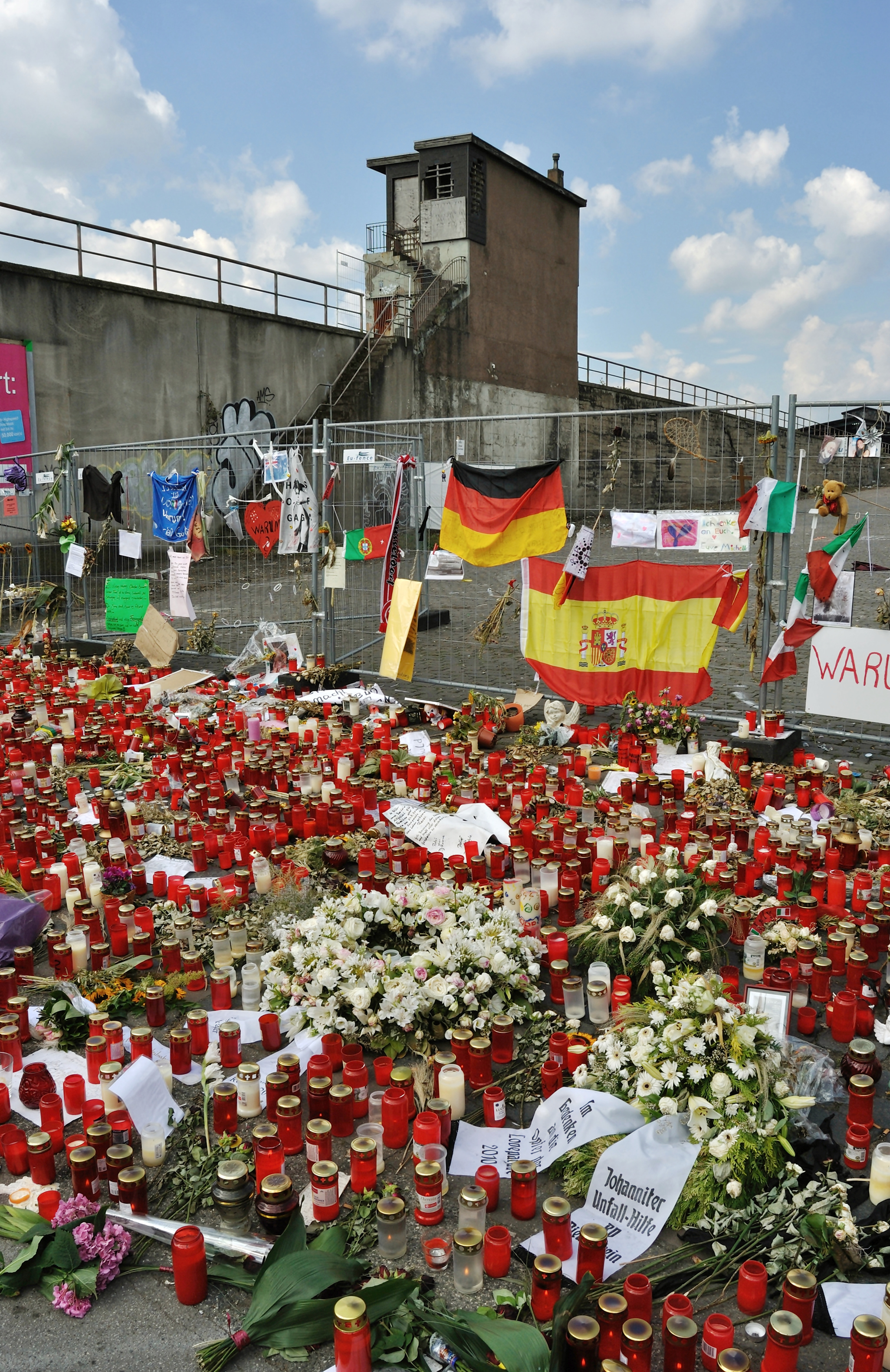
Coroane de flori și lumânări depuse în Duisburg (2010)

Evenimentul din 2009, planificat pentru Bochum, a fost anulat, un an mai târziu, după moartea a douăzeci și una de participanti la locul de desfășurare în Duisburg, organizatorul paradei Rainer Schaller a declarat că pune capăt festivalului. „Love Parade a fost intotdeauna o petrecere pașnică, dar va fi pentru totdeauna umbrită de acest accident, astfel din respect pentru victime Love Parade nu se va mai desfășura”, a spus Schaller. Parada a fost unul din cele mai vechi și cele mai mari festivaluri de muzică electronică, împreună cu Streetparade Zurich, Mayday și Nature One.

## Cadru
Muzica de la lparade a fost predominant muzica dance electronică - în principal trance, house, techno și Schranz. Încercările de a introduce alte stiluri de muzică, cum ar fi hip-hop-ul, au eșuat. Stilurile Hardcore și Gabber au făcut parte din paradă în primii ani, dar mai târziu au fost scoase. Ele sunt acum celebrate separat pe o contra-demonstrație numită „Fuckparade”.
Parada era vazută ca fiind mai zgomotoasă și mai aglomerată decât majoritatea concertelor. Cu sistemele sale de sunet de răcire cu apă, pe fiecare camion, parada producea un prag de sunet extrem de puternic. După aranjamentul din 2001, medicii veterinari de la grădina zoologică din Berlin au acuzat parada pentru diareea cauzată mai multor de jumătate din animale. Președintele grădinii zoologice, Heiner Kloes, a declarat că medicii veterinari i-au spus că basul greu a fost de vină pentru tulburarea animalelor..
Parada consta din camioane cu instalații sonore, pe care erau de obicei, dansatori, DJ-ii si alți reprezentanti ale cluburilor locale sau importante. Aceasta a devenit o regulă potrivit căreia numai camioanele care aveau sponsori dintr-un domeniu legat de techno, cum ar fi cluburile, casele de discuri sau magazinele, erau permise, însă spațiul publicitar a crescut după evenimentul din 2006 pentru a compensa costurile ridicate ale echipării unui camion. Camioanele erau de obicei, deschise pe partea de sus, cu dansatori și sisteme cutie montate pe partea laterală sau din spate.
Demonstrația finală a fost așa-numita „Abschlusskundgebung”, care a cuprins seturi de jumătate de oră a DJ-ilor de top, de talie mondială,  cum ar fi: DJ Tiesto, Paul Van Dyk, Carl Cox, Armin van Buuren, DJ Rush, DJ Hell, Westbam, Drum Connection, Miss Djax, Marusha și Chris Liebing. În acest timp toate camioanele (de obicei, aproximativ 40) erau conectate între ele și setate online, la Statuia Victoriei, unde erau platanele. Aceasta este una dintre puținele șanse ce le poate avea vreodată un DJ, de a mixa pentru o mulțime de aproximativ un milion de oameni.